# Игуман Теофан (Косановић)
Теофан Косановић (1881—1941) игуман манастира Гомирје у горњокарловачкој епархији. Убиле су га усташе 1941.
Рођен је у Вери код Плашког, где је било седиште горњокарловачкој епархије. Постао је монах 1903. Као јеромонах служио је у парогијама Поникве, Бриње, Гомирје и Мариндол. Игуман манастира Гомирје постао је 1929. и на том положају је остао до мученичке смрти 1941.
Усташе су њега и јеромонаха Нектарија Дазгића ухапсиле јуна 1941. и одвели га у усташки логор „Кула” у Огулину. Тај логор је био у бившој франкопанској тврђави. После осам дана мучења одвели су га у концентрациони логор „Даница“ у Копривници. Ту је био страховито мучен. Из Копривнице га 30. јуна 1941. шаљу у Госпић, где је провео неко време. Са Групом Срба је одведен и после мучења бачен у јаму Јадовно на Велебиту.